# Seemannsamt Bremerhaven
Das Gebäude Seemannsamt Bremerhaven in Bremerhaven-Mitte, Schifferstraße 48 / Barkhausenstraße, entstand 1900/01.
Das Bauwerk steht seit 1984 unter Bremer Denkmalschutz.

## Geschichte
1873 wurde die Reichs-Seemannsordnung erlassen zum einheitlichen Schutz der Seeleute fernab der Heimat und als Regelwerk an Bord der Handelsschiffe. Seemannsämter wurden in den Hafenstädten eingerichtet. Davor regelte in den Häfen der Wasserschout (niederl. Waterschout, Schout = Schultheiß) die Belange der Seeleute. Von 1873 bis 1901 hatte das Seemannsamt seine Räume in der Sielstraße (heute Preßburgerstraße) und dann gegenüber dem heutigen Gebäude.

Das Seemannsamt Bremerhaven ist heute eine Landesbehörde in der Steubenstraße 7 A (beim Columbus-Bahnhof) im Geschäftsbereich des Hansestadt Bremischen Hafenamtes.
Das zweigeschossige, siebenachsige, repräsentative Gebäude Seemannsamt mit seinem dreigeschossigen, reich verzierten, barocken Zwerchgiebel mit den Fialen sowie den zwei seitlichen Treppengiebeln an den zwei Trakten des V-förmigen Gebäudes, entstand bis 1901 im Stil des Historismus. In dem Steinrelief im Giebel wird ein dreimastiges Schiff dargestellt. Das Haus überstand als einziges Haus in diesem Bereich die Bombenangriffe von 1944.
Die Landeszentrale für politische Bildung, Außenstelle Bremerhaven, das Landesamt für Ausbildungsförderung – Außenstelle Bremerhaven und die Bremische Zentralstelle für die Verwirklichung der Gleichberechtigung der Frau (ZGF) – Außenstelle Bremerhaven nutzen heute (2018) das Gebäude.